# انداده
انداده ، (اَندیِه ، آوِه، آوانده ) روستایی است از توابع بخش مرکزی و در شهرستان جوین استان خراسان رضوی ایران

### اندیه( آوانده، انداده)، روستایی است از توابعبخش مرکزیو درشهرستانجویناستان خراسان رضوی.
واژه " آند " در زبان تۆركی به معنی قسم یا سوگند و قسم نامه و قسم خوردن است و در نام محل‌ها به معنی تعلق داشتن بر اساس یك قسم نامه را می‌دهد.
بنابراین تركیب واژه‌های
" آند " و " دیه " معنی سرزمینی را می‌دهد كه قسم‌نامه تۆرکان اجرا شده است.
باتوجه به معنی کلمه "آند" یا "اند" شاید بتوان گفت که ریشه نام اندیه یا انداده از آند ایچمک یا آند ایچماق باشد . همان‌طور که در گویش اصلی "اند  دیه"تلفظ می شود و نوشتار آن اندیه  شاید بتوان گفت به معنای روستای آسمانی یا مکان قسم خوردن  باشد....البته این یک نظر است ومی تواند مبنای تحقق اهل فن باشد. 
آوانده (آوان: آباد، سرسبز / ده: روستا): قرن چهارم هجری قمری سلطان محمود غزنوی عازم فتح شهرهای غرب خراسان بزرگ شد در دامنه هرده بین نوباغ و اندیِه بقایای تپه قدیمی است موسوم به قمیش تپه که مقر تابستانی و اردوگاه لشکریان سلطان محمود و سلطان مسعود بوده وجود چهار رشته قنات بعلاوه ی رودخانه ای که از کوههای جغتای سرچشمه میگرفت تمامی دشت مقابل هرده را مشروب میکرد اب فراوان و زمینهای حاصلخیز باغهای سرسبز و خرمی را به‌وجود اورده بود که از خرمی و سرسبزی به سیاهی میزد به این جهت به کشتزارها وباغهای مقابل هرده نوباغ و به محل کنونی روستای اندیه که منطقه مسکونی قدیمی تر افراد بومی این محل بود، آوانده (ده یا روستایِ آباد)  می گفتند.
واژه نوباغ و آوانده بر گرفته از نام محلات معروف شهر  غزنین در خراسان قدیم بوده است. اما سلطان محمود بعد از فتح شهرهای غربی خراسان و گرگان و سیستان عده‌ای از لشکریان خود را که عمدتا از ترکمن‌های غزنین بودن جهت رتق وفتق امور شهرها و جلوگیری از شورشها باقی گذاشت و خود به  غزنین مراجعت کرد.
بعد مرگ محمود  پسرش سلطان مسعود  همین رویه پدرش را در پیش گرفت و از نیروهای مستقر در قمیش تپه نوباغ جهت بر قراری امنیت شهرها استفاده کرد بعد از مسعود که قلمرو  غزنویان رو به افول نهاد این نیروها رویه جنگی و نظامی خود را کنار نهادن و به عنوان بخشی از مردم گویان یا جوین در منطقه ساکن شدن جمعیت و تعداد این مهاجران ترکمن‌ که از اهالی  غزنین افغانستان بودن نسبت به دیگر روستاهای جوین قابل توجه وچشمگیر بود در مقابل نوباغ بعد از مراجعت سلطان محمود غزنوی در طول تاریخ بعنوان یک روستای کوچک خان نشین واعیان نشین بوده
ترکمانان غزنوی و نیروهای نظامی که اکثریت را تشکیل میدادن در طول تاریخ به انداده ای ها موسوم میشوند
خانات و اعیان و مالکان باغها و کشتزارها در کل نوباغیها را تشکیل میدهند نوباغ جمعیت در خور توجه‌ای نداشت.
وقسمت سوم رعیتها و دهقانان و کشاورزان که در چند کیلومتری غرب قمیش تپه شهر خسروشیر را بنیان می نهند این رعیتها تعداشان کمتر از ترکمانان غزنوی تبار بوده و بعد ها به جمعیت شهر افزوده میشود.
اما روایتی در خصوص عنوان یا وجه تسمیه انداده، از انجا که ترکمانان در اصطلاح پر سروصدا هستند و با صدای بلند گفتگو میکنند چون در هزار سال پیش عربی و فرهنگ و اصطلاحات عربی بسیار رایج بوده به ترکمانان غزنوی  که در محل کنونی اندیه (آوانده) بودند، انداده‌ای میگفتند.
انداده یعنی ندا داده شده - صداکنها  و نتیجه گیری پس قمیش تپه که بعدها تبدیل به خان نشین واعیان نشین نوباغ شد دراصل مقرواردوگاه سلاطین غزنوی بوده است.
مشاهیر روستا:
معین‌الدین جوینی:
معین‌الدین جوینی، شاعر و نویسنده قرن هشتم هجری، متولد این روستاست.
معین‌الدین جوینی  شاعر و نویسنده قرن هشتم هجری است. وی در روستای اندیه از توابع جوین به دنیا آمد، اما سال تولد وی معلوم نیست آرامگاه  این شاعر و عارف بزرگ در ضلع شمالشرقی روستا و در قلب آرامستان روستا قرار دارد که مقبره‌ آن به صورت پنج ضلعی می‌باشد.
این آرامگاه به همت و یاری مردم و سازمان میراث فرهنگی در سال 1399مرمت وبازسازی  شده است. مشهورترین کتاب وی نگارستان نام دارد که به تقلید از گلستان سعدی نوشته شده‌است. علاوه بر این، قصاید و غزلهای مستقلی نیز از وی بر جای مانده‌است. وی در سال ۷۸۱ یا ۷۸۳ هجری درگذشت.
دکتر عزیزالله جوینی :
عزیزاله جوینی (زاده ۲ آذر ۱۳۰۴ اسفرائین – درگذشته ۲۵ بهمن ۱۳۹۱تهرات)، مصحح، محقق، نسخه‌شناس، مصحح متون کهن ادبی و شاهنامه‌پژوه، استاد دانشگاه تهران  اصالتا جوینی از اهالی  روستا انداده(اندیه) بودند.
عزیزالله جوینی شاهنامه فلورانس، نسخه خطی موزه فلورانس را دکترعزیزالله جوینی در هشت جلد تصحیح نموده که توسط انتشارات دانشگاه تهران تا کنون 8 جلد آن چند بار چاپ شده است. این نسخه از شاهنامه ناتمام است و تقریباً شامل نیمی از متن اثر است.

## تالیفاتعزیزالله جوینی
دکتر عزیزالله جوینی بیش از ۸۰ مقاله در حوزه‌های مختلف ادبیات نقد و منتشر کرده‌است. وی همچنین ترجمه‌های بسیاری از عربی و انگلیسی به زبان فارسی دارد.
از میان کتاب‌های او به این عنوان‌ها می‌توان اشاره کرد:
- «تصحیح و شرح فرهنگ مجموعه الفرس»
- «تصحیح مفردات قرآن»
- «تصحیح تفسیر نسفی» (ترجمه‌ای کهن از قران به فارسی موزون و مسجع)
- «تصحیح فرهنگ مصادره اللغله»
- «تصحیح نهج‌البلاغه»

## جمعیت
این روستا در بخش مرکزی شهرستان جوین، دهستان بالا جوین قرار داشته و بر اساس سرشماری سال ۱۳۹۵ جمعیت آن ۱٬۸۷۸ نفر (۴۴۶ خانوار)
بوده‌است.
این روستا جلگه ای بوده و زمین های روستا در گذشته از طریق چندین قنات آبیاری می شد که بعد از حفر چاه های عمیق قنات ها یکی پس از دیگری خشک و متروکه شدند.
با وجود چندین چاه عمیق و زمین های مستعد برای کشت انواع محصولات کشاورزی مانند گندم ،جو،کنجد،کلزا،چغندرقند ،هندوانه ،خربزه و...،شغل اکثر ساکنین کشاورزی و دامداری می باشد ،ضمنا  تعداد زیادی جوانان روستا از گذشته های دور تاکنون در شهرهای مختلف ایران ساکن بوده  که بیشتر آنها کارمند می باشند.
این روستا با مردمانی بسیارمهربان ، مهمان نواز و دوست داشتنی که دارای روحیه همکاری جمعی دربرگزاری مراسم های تعزیه، عزاداری سیدالشهدا و معصومین"ع"، عزاداری درگذشتگان روستا، عروسی ها،اعیاد مذهبی و ملی وهمچنین همیاری مالی و انسانی در پروژه هائی مانند مرمت آرامگاه عارف شهیر معین‌الدین جوینی  این اثر در تاریخ ۱۶شهریور ۱۳۸۳ با شمارهٔ ثبت ۱۱۱۲۷ به‌عنوان یکی از آثار ملی ایران به ثبت رسیده است. ، ساخت سالن ورزشی و....می باشند.
موقعیت روستا
روستای اندیه  بین دو  رشته کوه جغتای و جوین (رشته ارتفاعات به نام هرده) قرار دارد که از دو بخش:
1- دشت های وسیع وحاصلخیز
2- تپه‌ها و ناهمواری‌ها
رشته کوه هرده و دشت ها
1- هرده:
ناحیه تپه‌ای ناهموار که به زمینهای بعد از کال شور شمال روستا گفته می‌شود که از کوههای اوغلان قیز قلعه تا روبروی گمیش تپه کشیده شده است که خاک آن بیشتر ماسه‌ای و به علت نبود آب و در سالهایی که بارندگی خوب وکافی باشد با مهار آب در پایین دست تپه‌ها اقدام به کشت محصولات دیم مثل: گندم و جو بهاره و گاهی هم هندوانه و خربزه که بسیار شیرین و خوشمزه می‌باشد، می کنند.
2- دشت:
این منطقه بین هرده و روستا قرار دارد که از طریق کال شور از زمینهای حرده جدا شده و زمینهای حاصلخیزتری نسبت به کوه پایه دارد که در ایام گذشته اکثر باغ‌های روستا در آن قرار داشت که بوسیله آب قنات که در این ناحیه از زمین خارج می‌شدآبیاری می‌شدند اما با گذشت زمان واز بین رفتن قنات ها دیگر این باغ‌ها کیفیت خود را از دست دادند.
دشت در نزد مردم روستا به چند منطقه تقسیم می‌شود که مهمترین آنها به نام‌های اندیه و انجیلی ، عرب می‌باشند:
  دشت انجیلی:
این منطقه در قسمت شمال‌شرقی روستای فعلی  و شمال بافت قدیمی یعنی  آشاق قلعه   شهر قدیمی اندیه  واقع شده است، زمینهای حاصلخیز و کشاورزی مردم تا چندین سال قبل بوده که حول این شهر قدیمی قرار دارد که امروزه به علت از بین رفتن قنات‌ها از حاصلخیزی آن کاسته شده است. البته به گفته قدیمی‌های روستا در باغ‌های این منطقه انجیر کاشته می‌شده که در تلفظ به انجیلی تغییر کرده است.
دشت اندیه:
زمین های این دشت دقیقا پایین دست روست بوده و از قنات اصلی روستا آبیاری می شده است.ضمنا باغ های بسیاری در این منطقه و چسبیده به روستا بوده است.
دشت عرب:
در شمالغربی روستا قرار دارد که با پیشروی زمینهای لم یزرع از طرف کال شور وحرده و خشک شدن قنات‌ها مثل انجیلی حاصلخیزی خود را از دست داده است.
شخ:
ناحیه جنوبی روستا که با اتمام خانه های مردم شروع شده و تا زمین‌های روستای طرس و نزدیکی راه‌آهن تهران –مشهد ادامه دارد که همه چاه‌های عمیق در آنجا قرار دارد که باعث آبادانی این منطقه شده است. این منطقه نزدیک‌ترین نقطه به کوههای جغتای و سد‌های یام و کمایستان می‌باشد که همین دلایل باعث وجود چاههای عمیق و پر آب می‌باشد که برای کشاورزی استفاده می‌شود.

پیشینه تاریخی
با وجود منطقه تاریخی نارنج تپه  این اثر در تاریخ ۱۸ اسفند ۱۳۸۷ با شمارهٔ ثبت ۲۴۹۷۵ به‌عنوان یکی از آثار ملی ایران به ثبت رسیده است. و گورهای منسب به گبرها(غیرمسلمان ها) و با توجه به اینکه طبق آئین  زرتشتی هخامنشیان و ساسانیان مردگان خودرا دفن نمی کردند بلکه سوزانده یا در مکان های مخصوص جهت خوراک لاشخورها و حیوانات درنده  و یا  در بالای برج‌های خاموشی  برای نابودی جسد قرارمی دادند ، قبور مذکور نمی تواند مربوط به دوره ساسانی یا هخامنشی (به دلیل زرتشتی بودن آنها) باشد  و قطعا مربوط به دوره بعد ساسانیان هم نمی تواند باشد به دلیل مسلمان شدن مردم منطقه جوین در اوایل ظهور اسلام و اینکه رسم دفن وسائل شخصی و زندگی همراه با مردگان یکی از  رسوم ترکان باستان بوده و آثار دیگر مانند  کهنه قلعه یاخرابه های قدیمی روستا در پائین دست که اکنون به صورت تپه های ریز و درشت نمایان است، نشان از سکونت مردم در گذشته های دور به احتمال زیاد  زمان اشکانیان بوده و یا حتی پیش ازهخامنشیان تخمین زده می شود.